# Ващеничено
Ващеничено — деревня в Невельском районе Псковской области России. 
Входит в Артёмовскую волость.

## География
Расположена примерно в 11 км к юго-востоку от районного центра города Невеля на трассе Невель — Смоленск. Имеется автобусная остановка.

## Население
| 2001 | 2002 | 2010 |
| ---- | ---- | ---- |
| 1    | →1   | →1   |